# Vliegermonument (Utrecht)
Het Vliegermonument of Monument voor de Pioniers van de Nationale Luchtvaart is een monument in de Nederlandse stad Utrecht.

## Monument
De onthulling vond plaats in 1938 in de toenmalige gemeente Zuilen in aanwezigheid van onder meer prominenten uit de luchtvaart. De initiatiefnemer voor het monument was de lokale gemeentesecretaris A.J. van der Weerd die Nederlandse luchtvaartpioniers wilde eren en herdenken. Het kunstwerk is uitgevoerd in baksteen en natuursteen naar ontwerp van de Zuilense gemeentearchitect W.C. van Hoorn waarbij Jo Uiterwaal het voorzag van gebeeldhouwde elementen in zandsteen. Het monument bestaat verder onder meer uit een halfrond muurtje met in het midden een zuil. Aan de voet van de zuil bevindt zich een gedenkplaat. Boven op de zuil staat een object met twee dichtgevouwen vleugels en wat lager aan weerszijden twee vliegtuigjes. De firma Copijn legde deels om het werk een plantsoen aan met een (inmiddels verdwenen) vijver waarin ook twee fonteinen werden aangebracht.
In bredere zin verrees het kunstwerk in een nieuwbouwwijk waarin diverse straten naar Nederlandse luchtvaartpioniers werden vernoemd. Zo is de straat waarin het staat vernoemd naar Clément van Maasdijk.

## Voetbaltrofee
Het Vliegermonument is tevens al kort na de oprichting in miniatuur nagemaakt om te dienen als wisseltrofee in een toernooi dat tot minstens 1967 werd georganiseerd door de lokale voetbalclub USV Elinkwijk.